# Joaquín Guzmán López
Joaquín Guzmán López, surnommé El Güero Moreno, est un baron de la drogue mexicain né le 16 juillet 1986 à Culiacán. Fils de Joaquín Guzmán (surnommé El Chapo), autrefois considéré comme le baron de la drogue le plus puissant du monde, il est membre de haut rang du cartel de Sinaloa. Avec ses frères Ovidio Guzmán López, Iván Archivaldo Guzmán Salazar et Jesús Alfredo Guzmán Salazar, il dirigeait la faction connue sous le nom de Los Chapitos (les petits El Chapo en français).

## Biographie
Joaquín Guzmán López est né le 16 juillet 1986 à Culiacán, dans l'état de Sinaloa. Il est le fils de Joaquín Guzmán Loera et de sa seconde épouse Griselda López Pérez.
Les enquêtes policières indiquent que Joaquin (en espagnol : Joaquín) et son frère, Ovidio Guzmán López, occupent des postes de commandement et de contrôle de haut niveau au sein de leur propre organisation de trafic de drogue, l'Organisation criminelle transnationale Guzmán-López, également connue sous le nom de Los Chapitos, sous l'égide du cartel de Sinaloa. Les frères Guzmán-López ont commencé leur carrière dans le trafic de stupéfiants très tôt en héritant des relations de leur frère décédé, Edgar Guzmán López. Après la mort d'Edgar, Joaquín et Ovidio ont hérité d'une grande partie des recettes des stupéfiants et ont commencé à investir de grandes quantités d'argent dans l'achat de marijuana au Mexique et de cocaïne en Colombie. Ils ont également commencé à acheter de grandes quantités d'éphédrine en provenance d'Argentine et ont organisé la contrebande du produit au Mexique alors qu'ils commençaient à expérimenter la production de méthamphétamine.
Les frères Guzmán-López supervisaient environ onze laboratoires de méthamphétamine dans l'État de Sinaloa, produisant environ 3 000 à 5 000 livres de méthamphétamine par mois. La méthamphétamine est vendue en gros à d'autres membres de Sinaloa et à des distributeurs basés aux États-Unis et au Canada.
Le 2 avril 2018, les deux frères Guzmán-López ont été inculpés par un grand jury fédéral du district de Columbia et inculpés d'un chef d'accusation de 21 articles de l'USC (complot en vue de distribuer plus de 5 kilogrammes de cocaïne, 500 grammes de méthamphétamine et 1 000 kilogrammes de marijuana).
Le 25 juillet 2024 Joaquín Guzmán López accompagné d'Ismael Zambada García dit El Mayo, co-créateur du cartel de Sinaloa avec El Chapo, sont arrêtés par les autorités américaines à El Paso, au Texas, à l'atterrissage de leur avion privé Beechcraft King Air.
Il est allégué que Joaquín Guzmán López aurait trompé Ismael Zambada García pour qu'il monte à bord d'un avion au Mexique sous de faux prétextes, où il aurait fini par être livré par le fils d'« El Chapo », à des fins inconnues jusqu'à présent, mais vraisemblablement dans le cadre du conflit entre Los Chapitos et le Cartel de Jalisco Nouvelle Génération<,,,,.
Présenté le 31 juillet 2024 devant le tribunal fédéral de Chicago, il a plaidé non coupable, mais a été maintenu en détention jusqu'à la prochaine date d'audience le 30 septembre 2024,.